# Hetaerina moribunda
Hetaerina moribunda är en trollsländeart som beskrevs av Hagen in Selys 1853. Hetaerina moribunda ingår i släktet Hetaerina och familjen jungfrusländor. Inga underarter finns listade i Catalogue of Life.